# Byssolecania
Byssolecania is een geslacht van korstmossen behorend tot de familie Byssolomataceae. 

## Soorten
Volgens Index Fungorum bevat het geslacht negen soorten (peildatum december 2021):
| Soortnaam                    | Auteur(s)                     | Publicatiejaar |
| ---------------------------- | ----------------------------- | -------------- |
| Byssolecania deplanata       | (Müll. Arg.) R. Sant.         | 1952           |
| Byssolecania fumosonigricans | (Müll. Arg.) R. Sant.         | 1952           |
| Byssolecania fuscolivida     | Vain.                         | 1921           |
| Byssolecania hymenocarpa     | (Vain.) Kalb, Vězda & Lücking | 2000           |
| Byssolecania pluriseptata    | Breuss                        | 2007           |
| Byssolecania scotia          | Vain.                         | 1921           |
| Byssolecania subvezdae       | Lücking                       | 2004           |
| Byssolecania variabilis      | Vězda, Kalb & Lücking         | 2000           |
| Byssolecania vezdae          | Kalb & Lücking                | 2000           |